# Bucculatrix gnaphaliella
Bucculatrix gnaphaliella — вид лускокрилих комах родини кривовусих крихіток-молей (Bucculatricidae).

## Поширення
Вид поширений майже по всій Європі, крім Норвегії, Фінляндії, Великої Британії, Ірландії та Балканського півострова. Присутній у фауні України.

## Опис
Розмах крил 8-9 мм.

## Спосіб життя
Метелики літають у червні-серпні. Розмножується у двох поколіннях. Гусениці блідо-жовтого забарвлення. Кормові рослини гусениць — сухоцвіт та цмин пісковий. Личинок першого покоління трапляються з осені до травня наступного року. Вони мінують листя. Личинки другого покоління трапляються в липні і живуть вільно.